# Til sidste mand
Til sidste mand (originaltitel The Lost Patrol) er en krigsfilm fra 1934, instrueret af John Ford og med manuskript af Dudley Nichols (baseret på Philip MacDonalds roman Patrol). Filmen er en genindspilning af en britisk film fra 1929. I hovedrollerne ses Victor McLaglen, Boris Karloff, Wallace Ford, Reginald Denny, J.M. Kerrigan og Alan Hale.

## Handling
Filmen foregår under 1. verdenskrig og følger et britisk kavaleriregiment på patrulje tværs over den mesopotamiske ørken. Sergenten, spillet af Victor McLaglen, er anfører, efter at regiments ledende officer, som var den eneste, der kendte deres bestemmelsessted, er blevet dræbt af en arabisk snigskytte. Sergenten fører dem mod nord i håbet om at kunne slutte sig til deres brigade. De gør holdt for natten ved en oase og finder om morgenen ud af, at deres heste er blevet stålet, vagten dræbt og oasen omringet. En efter en dræbes mændene, mens de desperat kæmper mod fjenden og venter på forstærkninger. Boris Karloff er med i den mest spektakulære dødsscene. Han spiller en religiøs fanatiker, som bliver sindssyg og begynder at marchere mod araberne med et hjemmelavet kors.